# Renia restrictalis
Renia restrictalis är en fjärilsart som beskrevs av Barnes och Mcdunnough 1916. Renia restrictalis ingår i släktet Renia och familjen nattflyn. Inga underarter finns listade.